# Javier Licandro
Javier Andrés Licandro Goldaracena (...) è un astronomo spagnolo.
Ha conseguito il dottorato in astronomia nel 2002 all'Università di La Laguna. Licandro è membro dell'Unione Astronomica Internazionale .
Il Minor Planet Center lo accredita per la scoperta dell'asteroide 598719 Alegalli, effettuata il 9 luglio 2002, in collaborazione con Ricardo Alfredo Gil-Hutton.
Gli è stato dedicato l'asteroide 17919 Licandro .